# Kreisarchiv Rotenburg
Das Kreisarchiv Rotenburg ist das kommunale Archiv des niedersächsischen Landkreises Rotenburg (Wümme).
In dem Archiv wird das Archivgut des Landkreises und seiner Vorgänger (z. B. Landkreis Rotenburg (Wümme) (1885–1977)) archiviert und zur Einsicht für Nutzer vorgehalten.
Mit Hilfe des Kreisarchivs sind Veröffentlichungen über historische Abläufe der Verwaltung, den Straßenbau, Ortsentwicklung, Entwicklung des Schulwesens im Landkreis von Rotenburg über Zeven bis Bremervörde möglich. Die Bestände beinhalten Akten, Amtsbücher, Karten, Urkunden, alte Ausgaben der regionalen Zeitungen, Plakate und Nachlässe.